# Станево
Ста́нево (болг. Станево) — село в Монтанській області Болгарії. Входить до складу общини Лом.

## Населення
За даними перепису населення 2011 року у селі проживала 341 особа, з них 318 осіб (98,5%) — болгари.
Розподіл населення за віком у 2011 році:
Динаміка населення: